# End-of-Life
End-of-Life (EOL), er et engelsk udtryk, som anvendes I forbindelse med produkter, der er leveret til kunder,  som er blevet utidssvarende  og vil blive udfaset af leverandørerne.
IT-programmer og software er i denne sammenhæng de hyppigste produkter i Danmark hvor angivne udtryk anvendes i forbindelse ophør af produktudgivelser samt opdateringer af samme.
| Software | Spire Denne artikel om software og programmering er en spire som bør udbygges. Du er velkommen til at hjælpe Wikipedia ved at udvide den. |